# Muscle court fléchisseur du pouce
Le muscle court fléchisseur du pouce est un muscle intrinsèque de la main.  C'est un muscle de l'éminence thénar.
Il est constitué de deux chefs un chef profond et un chef superficiel.

## Origine

### Chef superficiel du muscle court fléchisseur du pouce
Le chef superficiel du muscle court fléchisseur du pouce se fixe sur le tubercule du trapèze et sur le bord distal du rétinaculum des fléchisseurs.

### Chef profond du muscle court fléchisseur du pouce
Le chef profond (ou médial) du muscle court fléchisseur du pouce se fixe sur les faces antérieures du capitatum et du trapézoïde.

## Trajet
Le muscle court fléchisseur du pouce est oblique vers le bas et le dehors.
Le tendon du muscle long fléchisseur du pouce passe entre les deux chefs du muscle court fléchisseur du pouce.

## Terminaison
Le muscle court fléchisseur du pouce se termine par un tendon qui s'insère sur le tubercule latéral de la base de la phalange proximale du pouce et sur l'os sésamoïde latéral de l'articulation métacarpo-phalangienne du pouce.

## Innervation
Le chef profond du muscle court fléchisseur est innervé par le rameau profond du nerf ulnaire et le chef superficiel par le nerf du chef superficiel du muscle court fléchisseur du pouce issu de la branche musculaire récurrente du nerf médian.

## Action
Le muscle est fléchisseur du pouce en synergie avec le muscle long fléchisseur du pouce.

## Galerie

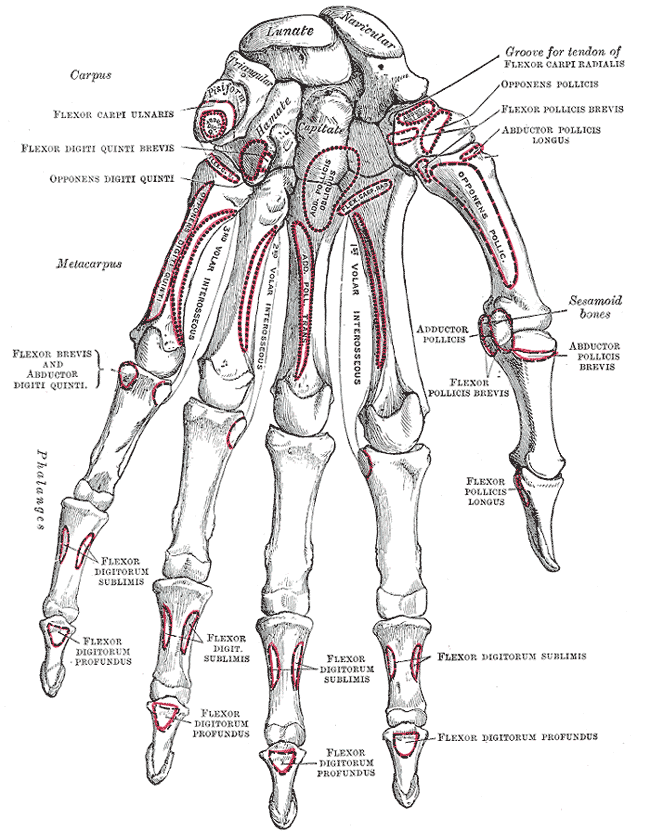
Insertions du muscle court fléchisseur du pouce (Flexor pollicis brevis)